# Граф Сервера
Граф Сервера (кат. comtessa de Cervera, исп. Condado de Cervera) — дворянский титул, который впервые был учрежден королем Педро IV Арагонским, в настоящее время является одним из титулов, традиционно связанных с наследником короны Испании, в настоящее время принадлежит Леонор, принцессе Астурийской, наследнице Филиппа VI. Титул представляет наследника Королевства Валенсии, часть короны Арагона.
Сервера является столицей комарки (района) Сегарра, в провинции Льейда, в составе автономного сообщества Каталония, Испания.
Титул был создан 27 января 1353 года Педро IV Арагонским (Педро IV (Церемонный) для его сына и наследника, инфанта Хуана, который позже стал Хуаном I Арагонским (Хуан I Охотник). Титул, на который Педро претендовал как граф Барселонский, перешел в корону Арагона; он был объединен с арагонским титулом принца Жироны с 1414 года, после чего его историю можно проследить под этим титулом.
Корона Арагона и ее институты были официально упразднены после Войны за испанское наследство (1701–1714) с воцарением первого короля Испании династии Бурбонов декретами Нуэва Планта, согласно которым все земли Арагона были включены, как провинций в единую испанскую администрацию, поскольку Испания двигалась к более централизованному управлению при новой династии Бурбонов.
Королевским указом  от 21 января 1977 года наследственные титулы бывшей короны Арагона были переданы дону Фелипе (Филипп) де Бурбону, назвав его «принцем Астурийским и другими титулами, исторически связанными с наследником короны Испании». В вопросе о престолонаследии Конституция Испании 1978 года (Раздел II, статья 57.2) указывает: «Наследник престола с момента своего рождения или факта, вызвавшего его призвание, имеет ранг принца Астурийского и другие титулы, традиционно связанные наследникам короны Испании».
В 1996 году по случаю официального визита в Серверу принц Фелипп принял титул графа Сервера на публичной церемонии.
19 июня 2014 года инфанта Леонор после отречения деда Хуана Карлоса и восшествия на престол её отца Филиппа VI стала наследницей трона Испании и получила титул графиня Сервера.